# Новое Победилово
Новое Победилово (тат. Яңа Победилово, Yaña Pobedilovo) — посёлок в Приволжском районе Казани.

## География
Посёлок располагается на западе Приволжского района, на берегу Волги.

### Уличная сеть
Улицы:
- 1-я Победиловская (Победиловская)
- 2-я Победиловская
- 3-я Победиловская
- 4-я Победиловская
- 5-я Победиловская

## История
Возник не позднее второй половины 1920-х годов.
С середины XIX века до 1927 года деревня входила в Воскресенскую волость Казанского уезда Казанской губернии (с 1920 года — Арского кантона Татарской АССР). После введения районного деления в Татарской АССР в составе Казанского пригородного района, с 1938 года в составе Столбищенского района. На низшем административном уровне Новое Победилово входило в Победиловский (до 1932), Кукушкинский (1932) и Больше-Отарский (1932–1958) сельсоветы.
Постановлением Совета Министров Татарской АССР № 504 от 9 октября 1958 года Новое Победилово было включено в состав Приволжского района Казани. Примерно в то же время, во второй половине 1950-х годов, в результате наполнения Куйбышевского водохранилища, Волга подошла к посёлку; тогда же на территорию северо-восточнее посёлка из зоны затопления были вынесены нефтебазы № 1 и № 2 из Ново-Татарской слободы и Бакалды соответственно.
В конце 1980-х годов значительную часть посёлка предполагалось снести для строительства на её месте производственной базы метростроя, однако этого так и не произошло.

## Население
| 1927 |
| ---- |
| 83   |

## Инфраструктура
Во второй четверти XX века в посёлке работал колхоз «Волга». На 1949 год в состав колхоза входило 35 дворов (97 человек), работала одна полеводческая бригада.

## Транспорт
Ближайшей остановкой общественного транспорта является остановка «Новое Победилово», на которой останавливается автобус № 77 (с 2022 года).
Общественный транспорт начал ходить в район посёлка в конце 1950-х, когда до остановки «Нефтебаза» стал ходить автобус № 10; в 1960-е он был продлён до остановки «Новое Победилово», просуществовав в таком виде до 2004 года и был заменён маршруткой № 162. Кроме того, во второй половине 1970-х годов, к 10-му автобусу на некоторое время добавился № 35. После ввода новой схемы движения автобусных маршрутов до посёлка некоторое время ходил автобус № 31.